# Haxo
Haxo er en spøgelsesstation i Métro de Paris. Den ligger på en linje, der går mellem 3bis og 7bis, men ikke er i brug.
I 1920'erne anlagde man et enkelt spor til den linje, der går mellem 3bis og 7bis. I den modsatte retning blev der anlagt et spor, der var helt uden stationer, men da linjeføringen lå klar, besluttede trafikselskabet, at det linjen ikke ville være tilstrækkelig profitabel, og opgav den. Af den grund blev der aldrig anlagt adgangsveje til gadeplanet, og der har kun været adgang ved specielle lejligheder.
Imidlertid er der i de senere år været foretaget nye undersøgelser af muligheden for at tage linjen, og dermed Haxo, i brug. Planerne er så langt fremme, at linjen har fået nummeret 15, og forventet ibrugtagning er senest 2013.
48°52′43″N 2°24′06″Ø / 48.8786°N 2.4017°Ø